# Vransko
Vransko è un comune di 2 593 abitanti della Slovenia centrale.